# عشق‌آباد (رابر)
عشق آباد روستایی در دهستان رابر بخش مرکزی شهرستان رابر استان کرمان ایران است.

## جمعیت
بر پایه سرشماری عمومی نفوس و مسکن در سال ۱۳۹۵ جمعیت این مکان ۳۹ نفر (۱۵خانوار) بوده‌است.